# Брехи (Жарновица)
Брехи (слч. Brehy) насељено је мјесто са административним статусом сеоске општине (слч. obec) у округу Жарновица, у Банскобистричком крају, Словачка Република.

## Становништво
| Година:    | 1994. | 2004. | 2014.   | 2024.   |
| ---------- | ----- | ----- | ------- | ------- |
| Број људи: | 0     | 1118  | 1052    | 977     |
| Разлика:   |       | –     | -5,90 % | -7,12 % |

| Година:    | 2023. | 2024.   |
| ---------- | ----- | ------- |
| Број људи: | 997   | 977     |
| Разлика:   |       | -2,00 % |

Према подацима о броју становника из 2024. године насеље је имало 977 становника.